# 藍アキラ
藍 アキラ（あおい あきら、1973年10月28日 - ）は、日本の俳優。
愛称はAckey（アッキー）。
東京都世田谷区出身。
所属事務所は、エヌフォースプロモーション、パンプキンコーチエンターテイメントを経て、現在はフリー。

## 略歴
東京都立秋川高等学校出身。
慶應義塾大学文学部中退。
2002年よりテレビ、映画でエキストラを始める。再現ドラマやCMなどで活動後、2010年に初舞台。
これより以後、舞台への出演が活動の中心となる。

## 出演

### テレビ
- 愛と青春の宝塚 〜恋よりも生命よりも〜（2002年、フジテレビ）
- ジョシデカ!-女子刑事-（2007年、TBS）
- 吉野家「牛鍋丼」TVCM
- 超歴史ロマン 戦国&幕末ミステリー」（テレビ東京） 本因坊日海（算砂） 役
- ザ!世界仰天ニュース（日本テレビ）
- 魔女たちの22時（日本テレビ）
- 人生が変わる1分間の深イイ話（日本テレビ）

#### 映画
- 花より男子ファイナル（石井康晴監督、2008年、TBS/東宝）
- ソローキンの見た桜（日露合作映画、角川配給 2019年、井上雅貴監督）- 下士官役

#### 舞台
- UB.shouting 「指環」（原作:江戸川乱歩、2010年11月 御茶ノ水 Space Canvas）
- 劇団鳥獣戯画　歌舞伎ミュージカル「戦場のシェイクスピア〜その壱　国盗り嫁娶り案山子合戦〜」（2011年5月 下北沢 本多劇場）御典医 / 木の精 / 貧乏人 役 他
- 劇団鳥獣戯画「戦場のシェイクスピア〜その弐　春の夜の夢芝居〜」（2011年5月 下北沢 小劇場 楽園）弥五郎 役
- パンプキンコーチプロジェクト「HANA」（2011年7月 深川江戸資料館小劇場）高村光太郎 / 小六 役
- 劇団鳥獣戯画パフォーマンスミュージカル「元気うどん〜おばさん狂騒曲〜」（2011年9月28日 - 10月5日 下北沢 ザ・スズナリ/10月8日 - 10日 横浜 相鉄本多劇場）作業員 / リングボーイズ 役
- オフィス・パラノイア「罅割れた盾 〜さらばとだにも言ひて別れむ 〜」（2012年4月28日 - 5月6日、下北沢 「劇」小劇場）キンタロウ・レメリク 役
- 演劇集団M企画「本能寺 -信長1582-」（2012年11月10日・11日、新宿 シアター・ミラクル）齋藤利三 役
- UB.shoting 「二廃人」（原作:江戸川乱歩 2013年3月 要町 アトリエ第7秘密基地）
- 演劇集団M企画「ひめゆり 〜碧き美ら海の乙女たち〜」（2013年8月 中板橋 新生館スタジオ）岡軍曹 役
- 「幕末異聞　人斬りの恋」（2013年11月 銀座 博品館劇場）橘兵衛 役
- 回路Rサスペンス劇場「白昼夢 〜RAMPO MANIA〜」（2013年11月 阿佐ヶ谷 アートスペース・プロット）怪人48面相 役
- ブーケdeコンセール「地獄門」（2014年2月 渋谷 伝承ホール）ローニン 役
- UB.shouting「二百十日」（原作:夏目漱石、2014年4月 要町 アトリエ第7秘密基地）碌さん 役
- 演劇集団M企画「プロデュース」（2014年9月 新宿 タイニィアリス）星 聡 役
- 「天切り松闇がたり ～衣紋坂から～」（原作：浅田次郎 2014年11月 銀座 博品館劇場）黄不動の栄治 役
- 回路Rサスペンス劇場「血だまりの華(アイリス)」（2014年10月 北池袋 新生館シアター）波浪丸善光 役
- UB.shouting「飢餓陣営」（原作:宮沢賢治、2015年1月 要町 アトリエ第7秘密基地）バナナン大将 役
- オフィス・パラノイア「明治悪党奇譚」（2015年5月 下北沢 「劇」小劇場）おふじ 役
- 回路Rサスペンス劇場「偽りの宮殿（アクバル）」（2015年10月 北池袋 新生館シアター）阿久場富造 役
- 演劇集団M企画「覇王 -信長1581-」（2015年11月 池袋 シアターグリーン Box in Box）弥助 役
- UB.shouting「女生徒」（原作:太宰治 2016年3月 要町 アトリエ第7秘密基地）「男」 役
- 「幕末異聞 人斬りの恋」（2016年5月 渋谷 伝承ホール） 留吉 役
- Rising Tiptoe「THE BITCH」（2016年8月 三越劇場）
- 演劇集団M企画「満州〜遥かなる王道楽土〜」（2016年8月、北池袋 新生館シアター）周 役
- 回路Rサスペンス劇場 江戸川乱歩傑作シリーズ「悪魔の紋章」（2016年9月 北池袋 新生館シアター）遠藤平吉 / 怪人20面相 役
- UB.shouting「びすかうと物語」（2017年1月 阿佐ヶ谷 シアター・シャイン）飛鳥 役
- 回路Rサスペンス劇場 江戸川乱歩傑作シリーズ「恐怖王」（2017年9月 北池袋 新生館シアター）怪人20面相 / 宇宙怪人 役
- 演劇集団M企画「プロデュース2」（2017年12月、池袋 GEKIBA) 星 聡 役
- Rising Tiptoe「おしゃべり」(第15回 杉並演劇祭 優秀賞受賞)（2018年3月 八幡山 ワーサルシアター）小倉さん 役
- UB.shouting 岸田國士原作 2人芝居「命を弄ぶ男ふたり」（2018年3月 北池袋 新生館アトリエ） 繃帯の男 役
- オフィスパラノイア「幕末異聞 明治悪党奇譚」（2018年5月 下北沢 「劇」小劇場）おふじ 役
- 回路Rサスペンス劇場「イリスの十字架」（2018年9月 東長崎 てあとるらぽう）小日向信人 / 教祖 役
- オフィスパラノイア 「闇の黒蟲 -漆黒双六悪徒錦絵‐」（2019年5月 下北沢「劇」小劇場）琴の市 役
- ピープルシアター「燃えつきる荒野」（2019年10月 両国 シアターX）落合章介特務少佐 /中居弓夫 役
- オフィスパラノイア 「幕末異聞 武士の影 -東海道悪徒理‐」（2020年11月 下北沢「劇」小劇場）居木橋の満蔵 / 穴熊の頭領 / 狭間権六 役
- Rising Tiptoe「ウィルス会議 ～序章」（2021年3月 荻窪 レンタルルーム風人）コロナ 役
- Rising Tiptoe「ウィルス会議 ～人間ども篇」（2021年9月  アトリエファンファーレ東池袋）コロナ 役
- 結晶「HER」（2021年12月 アトリエファンファーレ高円寺）武田 役
- Rising Tiptoe「THE BITCH」（2022年6月 渋谷 伝承ホール）
- まちげき「断食芸人」(原作:フランツ・カフカ)（2023年7月 渋谷 光塾 COMMONN CONTACT並木町)
- IDIOT SAVANT theater company「どん底」(原作:マクシム・ゴーリキー)（2023年10月 北千住　BUoY）アブラーム•メドヴェージェフ 役
- 回路Rサスペンス劇場 朗読劇 名探偵 金田一耕助「不死蝶」(原作：横溝正史)（2023年10月 成城学園前 アトリエ第Q藝術）ニコラ神父役